# شبيبة الساورة
الشبيبة الرياضية للساورة المعروف باختصار شبيبة الساورة هو نادي رياضي جزائري من مدينة مريجة في بشار. النادي يشارك لأول مرة في تاريخه بالرابطة المحترفة الأولى. 
شبيبة الساورة معروف بإنتداباته العشوائية التي لا تمت بأي صلة لكرة القدم، وهو ما لاحظه جل متابعي الكرة الجزائرية، و أكثر من ذلك أطلق متابعي كرة القدم إسم نادي كرعين المعيز عليهم، و هو شيئ ليس بالغريب على نادي بدون هوية و لا تاريخ.

## تاريخ النادي
موسم 2008-09 يعد أول موسم ينافس فيه النادي في مسابقة رسمية حيث حقق بطولة الرابطة الجهوية الأولى لكرة القدم (مجموعة بشار). الموسم التالي 2009-10 لم يكن أقل نجاحا من سابقه حيث فاز بالرابطة ما بين الجهات لكرة القدم (مجموعة الغرب) ليحقق ثاني صعود على التوالي.
في موسم 2010-11 احتل شبيبة الساورة الرتبة الأولى في الرابطة الوطنية لكرة القدم هواة (مجموعة الغرب) ليحقق الصعود التاريخي إلى الرابطة الجزائرية المحترفة الثانية لكرة القدم.
في 17 أبريل 2012، هزمت شبيبة الساورة سريع محمدية 3-1 في الجولة 28 من الرابطة الجزائرية المحترفة الثانية لكرة القدم 2011-2012 لتضمن الصعود التاريخي إلى الرابطة الجزائرية المحترفة الأولى لكرة القدم.

## الألقاب والإنجازات
- الرابطة الجزائرية المحترفة الأولى لكرة القدم:
  - الوصيف (1): 2015-16
- الرابطة الجزائرية المحترفة الثانية لكرة القدم:
  - الوصيف (1): 2011-12
- الرابطة الوطنية (مجموعة الغرب):
  - البطل (1):2010-11
- بطولة ما بين الجهات (مجموعة الغرب):
  - البطل (1):2009-10
- الرابطة الجهوية (مجموعة بشار):
  - البطل (1):2008-09